# Playa de Cazonera
Las playa de Cazonera se encuentra en el concejo asturiano de Muros de Nalón y pertenece a la localidad española de El Monte.
El grado de urbanización y de ocupación son bajos y su entorno es rural.

## Descripción
Esta playa pertenece a la Costa Central asturiana y presenta protección como ZEPA  (Zona de especial protección para las aves) y como LIC (Lugar de importancia comunitaria).
Para poder acceder a esta playa hay que localizar previamente los núcleos poblacionales más cercanos que son «El Monte» y «San Esteban».
Esta playa está situada, junto a su vecina por el este, la playa de L'Atalaya, en una gran ensenada y que solo unos islotes conocidos como «El Paso» las separan. Como en algunas otras playas de esta zona occidental, existen restos de los artefactos que se utilizaban para llevar el «ocle» a tierra. En este caso es una polea de dimensiones medias. Hay un lugar para observar toda la playa sin correr los peligros del descenso que es el mirador del «Espíritu Santo» que está junto a la ermita del mismo nombre.
Las únicas actividades que pueden considerarse recomendables pero con ciertos reparos ya citados son la pesca submarina y la deportiva o recreativa a caña. Los días con mar agitada se depositan en la playa gran cantidad de trozos de madera, troncos, algas, etc. La playa no tiene ningún servicio.